# درجة حرارة سطح البحر

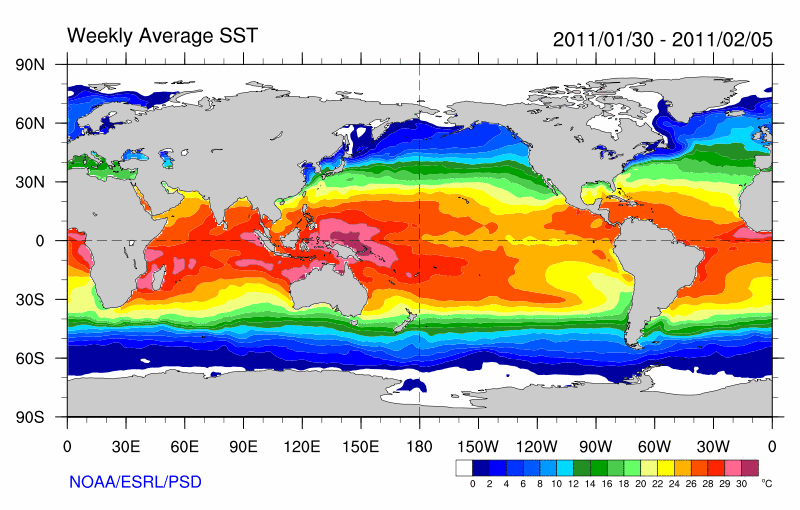
درجة حرارة سطح المياه في الكرة الأرضية في قياسات تعود لسنة 2011.

درجة حرارة سطح البحر (أو درجة حرارة سطح المحيط)، هي درجة حرارة مياه المحيط القريبة من السطح. ويختلف التعريف الدقيق لـ"السطح" في الأدبيات والممارسات العملية، لكنه عادةً ما يشير إلى الطبقة التي تمتد من 1 مليمتر (0.04 بوصة) وحتى 20 مترًا (70 قدمًا) تحت سطح البحر. تؤثر درجات حرارة سطح البحر بشكل كبير على الكتل الهوائية في غلاف الأرض الجوي على مسافة قصيرة من الشاطئ. وتلعب الدورة الحرارية الملحية دورًا رئيسيًا في التأثير على متوسط درجات حرارة سطح البحر في معظم محيطات العالم.
يمكن أن تؤدي درجات حرارة سطح البحر الدافئة إلى نشوء وتقوية الأعاصير فوق المحيط، كما أن الأعاصير المدارية يمكن أن تترك أثرًا بارداً خلفها، ويُعرف هذا بالأثر البارد أو "الذيل البارد"، وهو نتيجة للخلط المضطرب في الطبقة العليا التي تصل إلى 30 مترًا (100 قدم) من مياه المحيط.
تتغير درجة حرارة سطح البحر خلال النهار بطريقة مشابهة لتغير درجة حرارة الهواء فوقها، ولكن بدرجة أقل. وتكون الفروقات في درجة حرارة سطح البحر أقل في الأيام العاصفة منها في الأيام الهادئة.
يمكن أن تتسبب درجات حرارة سطح البحر الساحلية في توليد الرياح البحرية رياحًا شاطئية تؤدي إلى الرفع الرأسي للمياه، وهو ما قد يبرّد أو يدفئ الكتل اليابسة المجاورة بشكل كبير. ومع ذلك، فإن المياه الضحلة فوق الرف القاري غالبًا ما تكون أكثر دفئًا. أما الرياح القادمة من البحر نحو اليابسة، فيمكن أن تؤدي إلى ارتفاع ملحوظ في درجات الحرارة حتى في المناطق التي يشهد فيها الرفع الرأسي استمرارية نسبية، مثل الساحل الشمالي الغربي لأمريكا الجنوبية.
تشكل قيم درجة حرارة سطح البحر في المناطق الساحلية عنصرًا مهمًا في نماذج التنبؤ العددي بالطقس، حيث إن درجة حرارة سطح البحر تؤثر على الغلاف الجوي العلوي، ما يسهم في تكوّن نسيم البحر وضباب البحر.
من المرجح جدًا أن متوسط درجة حرارة سطح البحر عالميًا قد ارتفع بمقدار 0.88 درجة مئوية خلال الفترة من 1850–1900 إلى 2011–2020 نتيجة الاحتباس الحراري، حيث حدث الجزء الأكبر من هذا الارتفاع (0.60 درجة مئوية) بين عامي 1980 و2020. وتُسجّل درجات الحرارة في اليابسة معدلات ارتفاع أسرع من تلك المسجلة في المحيطات، ويُعزى ذلك إلى أن المحيطات تمتص حوالي 90% من الحرارة الزائدة الناتجة عن تغير المناخ.

## القياس
هناك عدة وسائل لقياس درجة حرارة السطح، والتي يمكن أن تتفاوت نتائجها حسب طريقة القياس، وحسب ظروف أخذ العينات. على سبيل المثال، فإن مسح درجة الحرارة في النهار يعطي نتائج مختلفة عن الليل، وذلك لتأثير أشعة الشمس في تسخين الطبقة السطحية من الماء، بالتالي يكون الانحدار الحراري كبيراً. على العموم، فإن قياسات درجة حرارة سطح مياه البحار تقتصر على الطبقات العليا، والتي تعرف باسم الطبقة القريبة من السطح.
تتم عملية القياس إما باستخدام ميزان الحرارة أو المسح باستخدام أقمار الأرصاد الجوية.

## الفضاء الخارجي
يمكن أن يشير مصطلح درجة حرارة السطح إلى درجة الحرارة السائدة في الأجرام السماوية في الفضاء الخارجي كالكواكب والنجوم وغيرها. وغالباً ما يعرف ذلك باستخدام المقاريب المزودة بمكاشيف الأشعة تحت الحمراء.

## موازين الحرارة
كانت «درجة حرارة سطح البحر» (إس إس تي) واحدة من أوائل المتغيرات التي قيست في علم المحيطات. علّق «بنجامين فرانكلين» مقياس حرارة زئبقي على جانب سفينة أثناء سفره بين الولايات المتحدة وأوروبا وهو يجري دراسة استسقائية لتيار الخليج في أواخر القرن الثامن عشر. قيست إس إس تي لاحقًا عن طريق غمس مقياس حرارة في دلو من الماء سُحب يدويًا من سطح البحر. صُممت أول تقنية آلية لتحديد درجة حرارة سطح البحر عن طريق قياس درجة حرارة الماء في منفذ السحب الخاص بالسفن الكبيرة، وذلك بحلول عام 1963. تتمتع هذه القياسات بانحياز لارتفاع الحرارة بنحو 0.6 درجة مئوية (1 درجة فهرنهايت) بسبب حرارة غرفة المحرك. أدى هذا الانحياز إلى تغيرات في مفهومنا حول الاحتباس الحراري منذ عام 2000. تقيس عوامات الطقس الثابتة درجة حرارة الماء على عمق 3 أمتار (9.8 قدم). عانت قياسات إس إس تي من تناقضات على مدى السنوات الـ 130 الماضية بسبب طريقة إجرائها. في القرن التاسع عشر، أُجريت القياسات في دلو من الماء المجموع من على متن السفن. ومع ذلك، كان هناك اختلاف طفيف في درجة الحرارة بسبب الاختلافات بين أنواع الدلاء. جُمعت العينات إما في دلو خشبي أو دلو غير معزول، لكن دلو الخيش برد بمعدل أسرع من الدلو الخشبي. كان التغير المفاجئ في درجة الحرارة بين عامي 1940 و1941 نتيجة لتغيير غير مُوثق في الإجراءات. جُمعت العينات بالقرب من مدخل المحرك لأنه كان من الخطير جدًا استخدام الأضواء لإجراء قياسات على جانب السفينة ليلًا. توجد العديد من عوامات الانجراف المختلفة حول العالم والتي تختلف في تصميمها، ومواقع أجهزة استشعار درجة الحرارة الموثوقة. تُرسل هذه القياسات للأقمار الصناعية لتوزيع البيانات بشكل آلي وفوري. يجري صيانة شبكة كبيرة من العوامات الساحلية في مياه الولايات المتحدة من قِبل «المركز الوطني لبيانات العوامات» (إن دي بي سي). بين عامي 1985 و1994، نُشرت مجموعة واسعة من عوامات الإرساء والانجراف عبر المحيط الهادئ الاستوائي بهدف المساعدة في رصد «ظاهرة النينيو» والتنبؤ بها.

## أقمار الطقس الصناعية
استُخدمت أقمار الطقس الصناعية لتحديد معلومات إس إس تي منذ عام 1967، وأُنشئت أول مجموعة عالمية من الأقمار الصناعية خلال عام 1970. منذ عام 1982، استُخدمت الأقمار الصناعية على نحو متزايد لقياس إس إس تي وسمحت بدراسة تغيراتها المكانية والزمانية على نحو كامل. تتفق قياسات الأقمار الصناعية لإس إس تي بشكل معقول مع قياسات درجة الحرارة في الموقع. تُجرى قياسات الأقمار الصناعية من خلال استشعار إشعاع المحيط بطول موجي واحد أو اثنين ضمن جزء الاشعة تحت الحمراء من الطيف الكهرومغناطيسي أو أجزاء أخرى من الطيف التي يمكن ربطها تجريبيًا بإس إس تي. اختيرت هذه الأطوال الموجية لأنها:
1. ضمن ذروة «إشعاع الجسم الأسود» المتوقع من الأرض، [12]
2. وهي قادرة على النفاذ بشكل جيد عبر الغلاف الجوي[13]

توفر إس إس تي المُقاسة بالأقمار الصناعية رؤية إجمالية للمحيط وارتفاع وتيرة عمليات الرصد المتكررة، ما يسمح بفحص ديناميكيات المحيط العلوي ذي الحوض الواسع، وهو أمر لا يمكن تحقيقه باستخدام السفن أو العوامات. تقوم أقمار «مقياس الإشعاع الطيفي للتصوير بجودة معتدلة» (إم إوه دي آي إس) التابعة لناسا (الإدارة الوطنية للطيران والفضاء)، المُستخدمة لقياس درجة حرارة سطح البحر، بتوفير بيانات إس إس تي العالمية منذ عام 2000، وهي متاحة بتأخير لمدة يوم واحد. تُعتبر أقمار «المدار  الجغرافي الثابت» الأرضية (جي أوه إي إي) الخاصة بالإدارة الوطنية للمحيطات والغلاف الجوي (إن أوه إيه إيه) أقمارًا صناعية ذات مدار جغرافي ثابت فوق نصف الكرة الغربي والتي تسمح للإدارة بتقديم بيانات إس إس تي على مدار الساعة مع ساعات قليلة فقط من التأخير.

## التغيرات المحلية
تمتلك إس إس تي دورة نهارية، تمامًا مثل الغلاف الجوي للأرض، لكن بدرجة أقل بسبب ارتفاع حرارتها النوعية. في الأيام الهادئة، يمكن أن تتراوح درجة الحرارة بمقدار 6 درجات مئوية (10 فهرنهايت). تتخلف درجة حرارة المحيطات في الأعماق عن درجة حرارة الغلاف الجوي بمقدار 15 يومًا لكل 10 أمتار (33 قدمًا)، ما يعني أنه بالنسبة لمواقع مثل «بحر آرال»، حيث تصل درجات الحرارة القريبة من قاعه إلى أقصى حد لها في ديسمبر وأدنى حد في مايو ويونيو. بالقرب من خط ساحل، تحرك الرياح البحرية المياه الدافئة بالقرب من سطح البحر، وتستبدلها بمياه أكثر برودة من الأسفل في عملية تُعرف باسم «نقل إيكمان». يزيد هذا النمط من العناصر الغذائية للحياة البحرية في المنطقة. تتدفق المياه العذبة في دلتا النهر، فوق مياه البحر الأكثر كثافة، ما يسمح لها بالسخونة بشكل أسرع بسبب الخلط العمودي المحدود. يمكن استخدام استشعار إس إس تي عن بُعد للكشف عن علامات درجة الحرارة السطحية نتيجة الأعاصير المدارية. بشكل عام، لوحظ تبريد إس إس تي بعد مرور الأعاصير بشكل رئيسي نتيجة عمق الطبقة المختلطة وفقدان الحرارة السطحية. في أعقاب تفشي غبار الصحراء الكبرى على مدى عدة أيام عبر المحيط الأطلسي الشمالي المجاور، انخفضت درجات حرارة سطح البحر من 0.2 درجة مئوية إلى 0.4 درجة مئوية (0.3 إلى 0.7 درجة فهرنهايت). تشمل المصادر الأخرى لتقلبات إس إس تي ذات المدى القصير الأعاصير غير المدارية، والتدفقات السريعة لمياه الأنهار العذبة الجليدية، وانتشار العوالق النباتية الكثيفة، بسبب الدورات الموسمية أو الجريان السطحي الزراعي للمياه.

## أهمية درجة حرارة سطح البحر لغلاف الأرض الجوي
تؤثر درجة حرارة سطح البحر على سلوك الغلاف الجوي للأرض أعلاه، لذلك يُعد تضمينها في نماذج الغلاف الجوي أمرًا مهمًا. على الرغم من أن درجة حرارة سطح البحر مهمة لتكوين الأعاصير المدارية، فهي مهمة أيضًا في تحديد تكوين الضباب البحري والنسيم البحري. يمكن للحرارة الناتجة عن المياه الدافئة السفلية أن تؤثر بشكل كبير على كتل الهواء على مسافات تتراوح بين 35 كيلومتر (22 ميل) و40 كيلومتر (25 ميل) على الأقل. على سبيل المثال، جنوب غرب الأعاصير غير المدارية في نصف الكرة الشمالي، التي هي تدفق إعصاري منحني ينشر الهواء البارد عبر مسطحات مائية دافئة نسبيًا ما قد يؤدي إلى تضييق نطاقات انتشار ثلج «تأثير البحيرة» (أو تأثير البحر). تجلب هذه النطاقات هطولًا موضعيًا قويًا، غالبًا على شكل ثلوج، لأن المسطحات المائية الكبيرة مثل البحيرات تخزن الحرارة بكفاءة ما يؤدي إلى اختلافات كبيرة في درجات الحرارة -أكبر من 13 درجة مئوية (23 درجة فهرنهايت)- بين سطح الماء والهواء أعلاه. بسبب هذا الاختلاف في درجة الحرارة، تُنقل الحرارة والرطوبة إلى الأعلى، ويتكثفان لتشكيل السحب الرأسية التي تنتج زخات ثلجية. يتأثر انخفاض درجة الحرارة مع الارتفاع وعمق السحب بشكل مباشر من قِبل درجة حرارة المياه والبيئة على نطاق واسع. كلما قلت درجة الحرارة مع الارتفاع بمعدل أقوى، يزداد ارتفاع السحب ويزداد معدل الهطل.